# رودخانه لینتا
رودخانه لینتا (به لاتین: Linta River) یک رود در ماداگاسکار است که در ماداگاسکار واقع شده‌است.